# غونتر أوتينغر
غونتر هيرمان أوتينغر (بالألمانية: Günther Hermann Oettinger) (من مواليد 15 تشرين الأول 1953) سياسي ألماني وعضو في الاتحاد الديمقراطي المسيحي (CDU). يشغل من 1 كانون الثاني 2017 منصب المفوض الأوروبي للميزانية والموارد البشرية في لجنة يونكر. من عام 2014 إلى عام 2016 كان أوتينغر المفوض الأوروبي للاقتصاد والمجتمع الرقمي. وقد شغل سابقاً منصب نائب رئيس لجنة باروسو 2، وهو عضو في حزب الشعب الأوروبي (EPP). وشغل منصب رئيس وزراء ولاية بادن-فورتمبيرغ بين عامي 2005 و 2010، ورئيسًا للجنة التنمية المجتمعية في بادن-فورتمبيرغ من عام 2005 وحتى عام 2010.

## روابط خارجية
- غونتر أوتينغر على موقع مونزينجر (الألمانية)

- معرض الوسائط لغونتر هيرمان أوتينغر
- غونتر هيرمان أوتينغر في www.bloomberg.com

| المناصب السياسية                                 | المناصب السياسية                                             | المناصب السياسية                                              |
| ------------------------------------------------ | ------------------------------------------------------------ | ------------------------------------------------------------- |
| سبقه إرفين تويفيل                                | رئيس وزراء ولاية بادن-فورتمبيرغ 2005–2010                    | تبعه شتيفان مابوس                                             |
| سبقه غونتر فيرهويغن                              | المفوض الأوروبي الألماني 2010–الوقت الحاضر                   | الحالي                                                        |
| سبقه اندريس بيبالجس                              | المفوض الأوروبي للطاقة 2010–2014                             | تبعه ميغيل أرياس كانيت كالمفوض الأوروبي للعمل المناخي والطاقة |
| سبقه اندريس بيبالجس                              | المفوض الأوروبي للطاقة 2010–2014                             | تبعه ماروش سيفوفيتش كالمفوض الأوروبي لاتحاد الطاقة            |
| سبقه نيلي كرويش كالمفوض الأوروبي للأجندة الرقمية | المفوض الأوروبي للاقتصاد الرقمي والمجتمع 2014–2017           | تبعه أندروس أنسيب بالوكالة                                    |
| سبقه كريستينا جورجيفا                            | المفوض الأوروبي للميزانية والموارد البشرية 2017–الوقت الحاضر | الحالي                                                        |